# 695
Évszázadok: 6. század – 7. század – 8. század
Évtizedek: 640-es évek – 650-es évek – 660-as évek – 670-es évek – 680-as évek – 690-es évek – 700-as évek – 710-es évek – 720-as évek – 730-as évek – 740-es évek
Évek: 690 – 691 – 692 – 693 –  694 – 695 – 696 – 697 – 698 – 699 – 700

## Események

### Európa
- II. Iusztinianosz bizánci császár szabadon engedi Leontiosz hadvezért (akit az arabok elleni szebasztiopoliszi vereség után börtönöztetett be) és kinevezi őt Hellasz thema kormányzójává. Leontiasz hamarosan fellázad és császárrá kiáltja ki magát. Az igen népszerűtlen Iusztinianoszt (a nagybirtokosokat azzal fordította maga ellen, hogy megtiltotta a számukra a parasztok földjeinek megszerzését, a köznép pedig a magas adók miatt elégedetlen; még Kallinikosz pátriárka is ellene fordul) elfogják, az orrát levágják, hogy alkalmatlanná tegyék az uralkodásra és a krími Kherszonészoszba száműzik.
- Herstali Pippin, a Frank Birodalom majordomusa idősebb fiát, Drogót Champagne hercegévé, a fiatalabbik Grimoaldot pedig Neustria majordomusává nevezi ki.
- Wihtred kenti király kiadja törvénykönyvét.
- Aldfrith northumbriai király feleségül veszi a merciai Ine nővérét, Cuthburhot.
- A frízeket térítő Willibrordot I. Sergius pápa felszenteli Utrecht püspökévé.

### Omajjád Kalifátus
- Abd al-Malik kalifa Hasszán ibn al-Numán vezetésével 40 ezres sereget küld a bizánci Afrikai Exarchátus ellen (a mai Tunézia), amely elfoglalja Kairuánt.

### Amerika
- I. Jasaw Chan Kʼawiil tikali maja király döntő vereséget már Calakmul seregére és kiszabadítja városállamát annak gyámsága alól.
- Meghal Chan Imix Kʼawiil, Copán királya. Utóda Uaxaclajuun Ubʼaah Kʼawiil.

## Születések
- Kibi no Makibi, japán államférfi és tudós
- Muhammad ibn al-Kászim, arab hadvezér, Szindh meghódítója
- Tang Sang-ti, kínai császár
- Edesszai Theophilosz, szír asztrológus
- Zajd ibn Ali, síita imám

## Halálozások
- Sæbbi, essexi király

## Fordítás
- Ez a szócikk részben vagy egészben  a(z)   695 című angol Wikipédia-szócikk ezen változatának fordításán alapul.  Az eredeti cikk szerkesztőit annak laptörténete sorolja fel. Ez a jelzés csupán a megfogalmazás eredetét és a szerzői jogokat jelzi, nem szolgál a cikkben szereplő információk forrásmegjelöléseként.